# Reiner Hartmut Luber

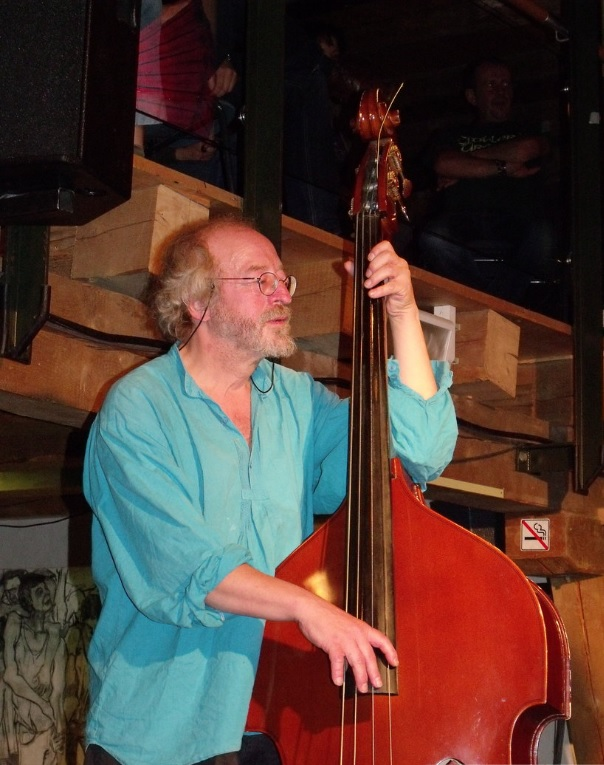
Reiner Luber am Kontrabass

Reiner Hartmut Luber (* 7. November 1949 in Erfurt; † 15. Februar 2011 ebenda; Pseudonym: Lubi) war ein deutscher Folk-Musiker. Er wurde vor allem bekannt durch seinen Einfluss auf die DDR-Folkszene und die Gründung von Brummtopf.

## Leben
Seine Eltern waren Werner Luber (* 4. April 1921; † 1997) und Ursula Luber, geb. Willing (* 30. Dezember 1930; † 1990). Mit seinen Eltern zog er von Gotha (1952) und Halle (Saale) (1958) nach Erfurt (1961). Er wuchs mit drei Geschwistern auf.
Seine Ausbildung führte über die Stationen
- 1968 Abitur an der EOS Humboldt in Erfurt
- 1968 Berufsausbildung „Facharbeiter Mechaniker“ an der BBS „Josef Ries“ (VEB Büromaschinenwerk Optima, Erfurt)
- 1974 Diplom-Physiker, Friedrich-Schiller-Universität Jena.

Nach dem Studium arbeitet er in Erfurt bei Robotron/Optima in Bereich Forschung und Entwicklung, später in der Technologie. Nach der Wende arbeitete er im Sportamt der Stadt Erfurt als IT-Administrator.
Reiner Luber starb 2011. Er hinterließ drei Kinder.

## Folk
Seit seiner Jugend machte er Musik. Als „Urgestein“ der DDR-Folklorelandschaft versuchte er seit 1973, eine Band für internationale Folklore aufzubauen. Der erste Auftritt erfolgte dann 1975 und 1976 gründete er die Gruppe Brummtopf, der er bis zu seinem Tod angehörte. Sie existiert noch heute und hatte zahlreiche Auftritte. Es existieren Radio- und TV-Aufnahmen, jedoch keine Schallplatten. Ein Auftritt erfolgte in der Mongolei.

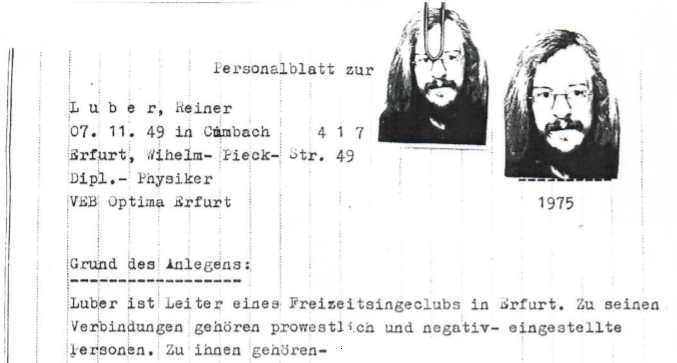
Grund für die Anlage einer Stasi-Überwachung: Leitung eines Freizeitsingeclubs mit prowestlichen und negativ eingestellten Personen

Anfangs war es vor allem Irish Folk, aber auch schon deutsche Lieder. Später kamen Einflüsse aus Osteuropa sowie Frankreich hinzu. Die Folklore-Auftritte waren auch immer ein Treffen von offenen und kritischen Menschen. Entsprechend intensiv wurden diese vom Ministerium für Staatssicherheit überwacht. Die Bandgründung 1976 war Anlass, eine inoffizielle Überwachung zu beginnen. Als Grund wurde angeführt: „Luber ist Leiter eines Freizeitsingeclubs in Erfurt. Zu seinen Verbindungen gehören prowestliche und negativ- eingestellte Personen“.
Die Folkbands in der DDR waren gut vernetzt und es kam zu regelmäßigem Austausch. In Erfurt gibt es bis heute eine große Folkszene, die auf zahlreichen Veranstaltungen, etwa dem Krämerbrückenfest, zu hören sind.
Reiner Luber beteiligte sich immer an mehreren Projekten und Bands parallel. Er prägte die Erfurter Folkloreszene.
Mit Newman & friends spielte er Klezmer. Mit Bernd Neumann am Akkordeon und Johannes Paul Gräßer an der Violine spielte er den Kontrabass. In dieser Formation erschien 2008 die CD nisht kejn klezmer.
Zu Lubers Projekten gehörten unter anderem Eva’s Gartn, Erforian Fiddler und Gutenbergs Hausmusik (nach seiner Wohnung am Gutenbergplatz). Zahlreiche Musiker wurden von ihm inspiriert und motiviert.

## Werke

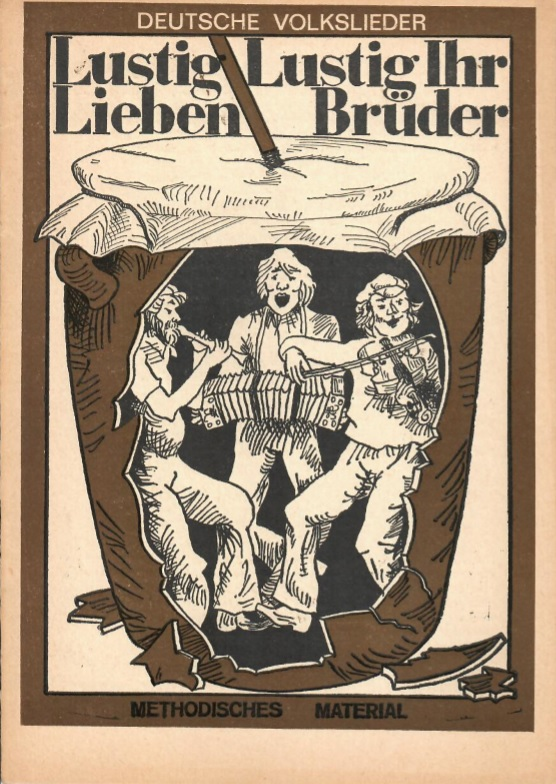
Titelseite Lustig Lustig Ihr Lieben Brüder, 1984, Deutsche Volkslieder

- Lustig Lustig Ihr Lieben Brüder. Stadtkabinett für Kulturarbeit Erfurt, Erfurt 1984. Redaktion: Reiner Luber, Wolfgang Mahrle.
- nisht kejn Klezmer. CD von Newman & Friends, 2008[2]